# Коруја (Марамуреш)
Коруја (рум. Coruia) насеље је у Румунији у округу Марамуреш у општини Сакалашени. Oпштина се налази на надморској висини од 196 m.

## Становништво
Према подацима из 2002. године у насељу је живело 828 становника, од којих су сви румунске националности.